# Pennington Gap
Pennington Gap és una població dels Estats Units a l'estat de Virgínia. Segons el cens del 2000 tenia 1.781 habitants.

## Demografia
Segons el cens del 2000, Pennington Gap tenia 1.781 habitants, 811 habitatges, i 480 famílies. La densitat de població era de 452,4 habitants per km².
Dels 811 habitatges en un 22,9% hi vivien nens de menys de 18 anys, en un 40,4% hi vivien parelles casades, en un 16,2% dones solteres, i en un 40,8% no eren unitats familiars. En el 37,5% dels habitatges hi vivien persones soles el 16,8% de les quals corresponia a persones de 65 anys o més que vivien soles. El nombre mitjà de persones vivint en cada habitatge era de 2,15 i el nombre mitjà de persones que vivien en cada família era de 2,84.
Per edats la població es repartia de la següent manera: un 20,5% tenia menys de 18 anys, un 7,2% entre 18 i 24, un 25,4% entre 25 i 44, un 25,3% de 45 a 60 i un 21,6% 65 anys o més.
L'edat mediana era de 42 anys. Per cada 100 dones de 18 o més anys hi havia 74,6 homes.
La renda mediana per habitatge era de 18.056 $ i la renda mediana per família de 27.875 $. Els homes tenien una renda mediana de 27.885 $ mentre que les dones 18.625 $. La renda per capita de la població era de 13.742 $. Entorn del 28,3% de les famílies i el 31,3% de la població estaven per davall del llindar de pobresa.

## Poblacions més properes
El següent diagrama mostra les poblacions més properes.